# Konfuziustempel (Taipeh)
Der Konfuziustempel Taipeh (chinesisch 臺北市孔廟, Pinyin Táiběi Shì Kǒng miào) ist eine Anlage von etwa sechs Gebäuden, in der der chinesische Gelehrte Konfuzius verehrt wird. Er befindet sich im zentralen Stadtteil Datong der taiwanischen Hauptstadt Taipeh.

## Geschichte

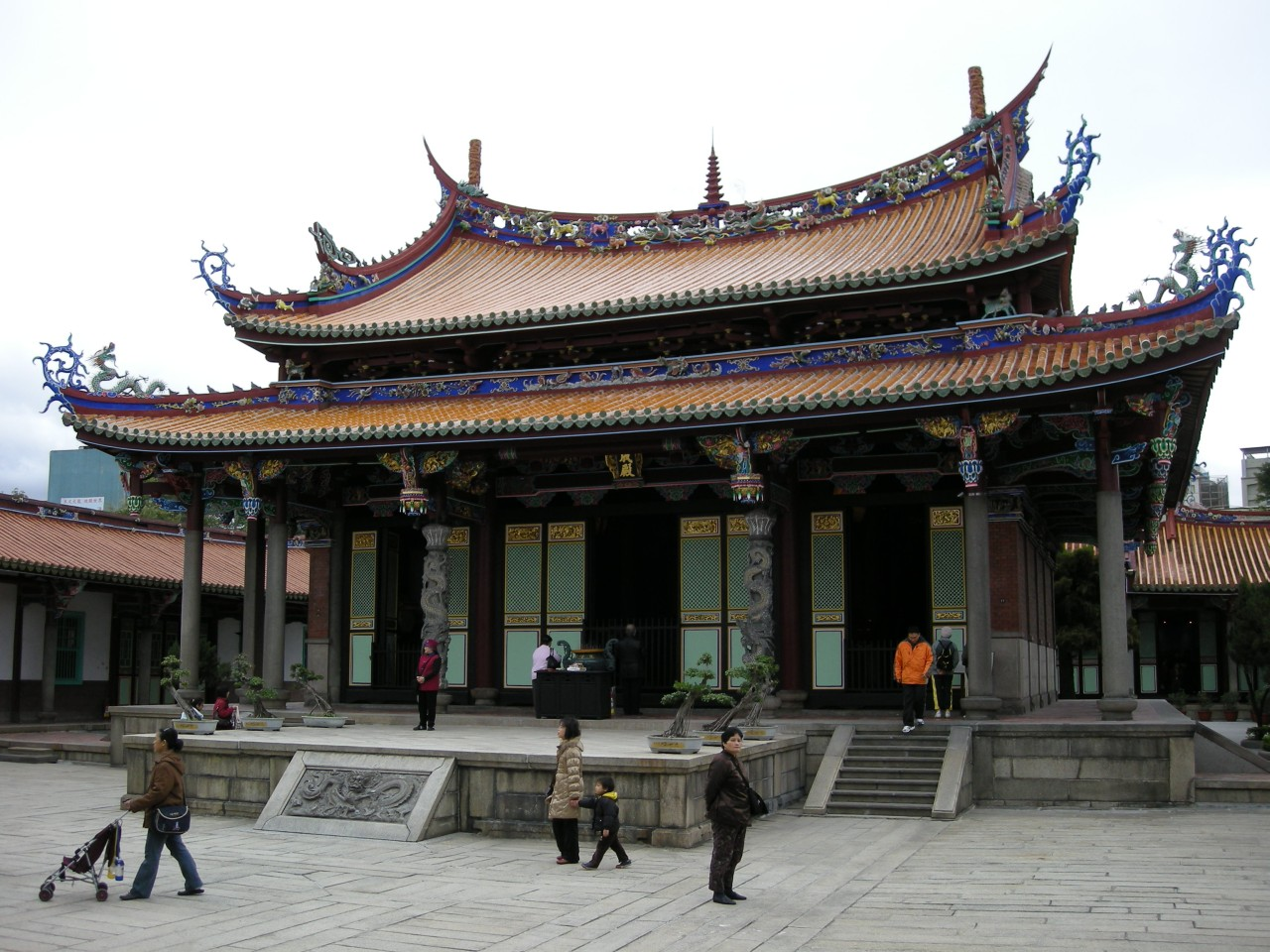
Da Cheng Dian (Haupthalle)

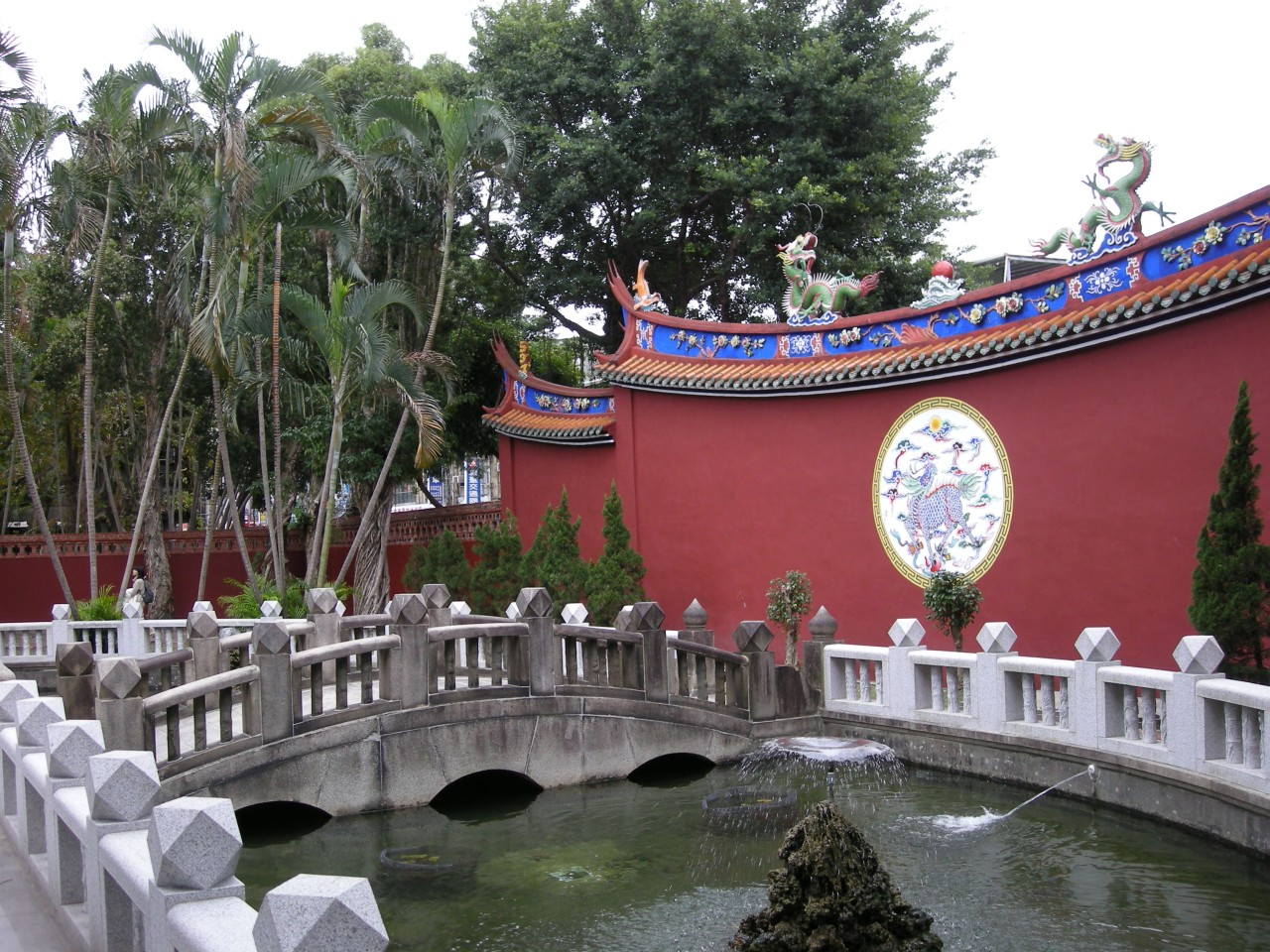
Halbmondteich und Wanren Gongqiang

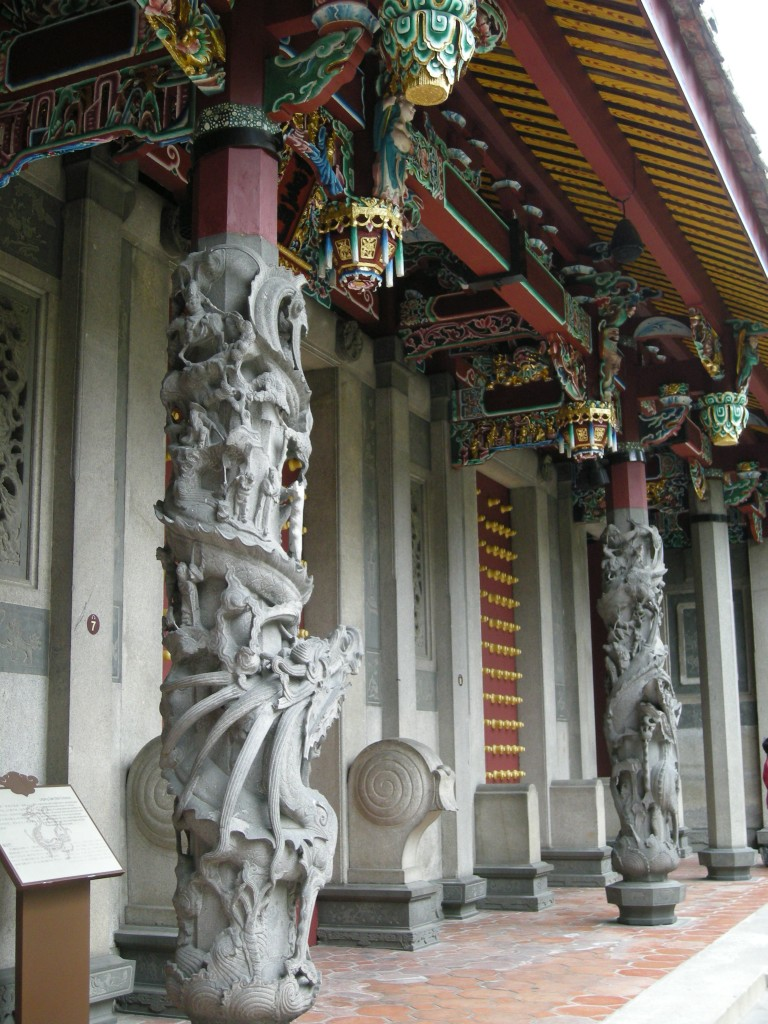
Lingxing-Tor

Schon seit 1879 gab es in Taipeh einen Konfuziustempel, aber nach dem Ende des Chinesisch-Japanischen Kriegs 1894 gelangte Taiwan unter japanische Oberhoheit und der Tempel wurde von japanischen Truppen besetzt. Die Konfuzius-Riten wurden nicht mehr abgehalten, verschiedene Kultgegenstände wurden zerstört oder gingen verloren und der Tempel verfiel, bis er 1907 abgerissen wurde, um Platz für die Taipei First Girls’ High School zu machen. In dieser wurde allerdings ein Pavillon errichtet, in dem Konfuzius-Gedenktafeln aufbewahrt wurden. Der Pavillon wurde einmal im Jahr für Schüler und Lehrer geöffnet, um die Konfuzius-Riten abhalten zu können. Nachdem Privatleute genug Geld und Land gespendet hatten, wurde 1925 mit der Neuerrichtung des Tempels an anderer Stelle, in der Dalong Straße, begonnen.
Mit dem Entwurf und der Überwachung der Arbeiten wurde Wang Yi-Shun, ein Zimmermann aus Quanzhou, betraut. Zur Zeit der ausgehenden Qing-Dynastie gehörte er zu den angesehensten seines Faches. Er war 1920 nach Taipeh gekommen, um den Longshan-Tempel und den Tempel des Stadtgottes zu restaurieren. Vorher hatte er sich schon mit der Erbauung verschiedener Tempel in der Provinz Fujian einen Namen gemacht. Die Arbeiten wurden 1939 abgeschlossen, aber schon 1930 wurde hier wieder der Geburtstag von Konfuzius gefeiert.
Während des Zweiten Weltkriegs wurden die typisch chinesischen Konfuzius-Riten von den Japanern untersagt. 1971 wurde der Tempel dem Staat übergeben, der ihn seinerseits an die Stadt Taipeh weiterreichte.

## Anlage
Der Komplex nimmt eine Gesamtfläche von 16650 m² ein und setzt sich aus mehreren Gebäuden und einer Gartenanlage mit Teich zusammen. Der architektonische Stil des Tempels lehnt sich an Vorbilder aus der Provinz Fujian an, woher auch sein Erbauer stammte. Er befindet sich in unmittelbarer Nachbarschaft des daoistischen Bao'An-Tempels. In der großen Haupthalle kann man eine Plakette sehen, die von Chiang Kai-Shek überreicht wurde. Auf ihr steht: Bildung kennt keine Klassenschranken. Jedes Jahr findet am 28. September, dem Geburtstag des Konfuzius, der in Taiwan auch als Lehrertag begangen wird, die Shidian-Zeremonie statt. Während der traditionellen Zeremonie wird u. a. der Yi-Tanz von 64 Tänzern ausgeführt.
Die äußere Anlage umfasst folgende Gebäude:
- Hong-Tor (Tor des Lernens)
- Pan-Gong-Tor (Seitentor)
- Pan-Teich (Halbmondteich) nebst Brücke
- Wanren Gongqiang (Mauer des größten Wissens)
- Lingxing-Tor (Haupteingang)
- Verwaltungsgebäude

Der Hof um die Haupthalle wird von folgenden Gebäuden gebildet:
- Yi-Tor (Zeremonietor)
- West- und Ostflügel
- Chongsheng-Schrein
- Ausstellungsräume und Besucherzentrum

Der Konfuziustempel ist von Dienstag bis Sonntag der Öffentlichkeit zugänglich.